# Шимляниця
45°43′ пн. ш. 16°51′ сх. д. / 45.71° пн. ш. 16.85° сх. д.
Шимляниця (хорв. Šimljanica) — населений пункт у Хорватії, в Б'єловарсько-Білогорській жупанії у складі громади Берек.

## Населення
Населення за даними перепису 2011 року становило 120 осіб.
Динаміка чисельності населення поселення: